# 구경미
구경미(1972년 ~)는 대한민국의 소설가이다. 문학 동인인 '작업'(Work)의 회원이었던 1996년부터 소설을 쓰기 시작했다. 그녀의 소설은 주로 자본주의 경제에서 실패자로 낙인찍힌 실직자들을 다룬다. 2012년부터 청소년 독자를 대상으로 한 소설을 출간해 왔다. 경남신문 신춘문예 공모전(1996)(빛바랜 기억), 경향신문 신인작가상(동백꽃 여관에 들어간다) 등 2개의 문예상을 수상했다.

## 작품

### 단편 소설 모음
- 《노는 인간》, 열림원, 2005
- 《게으름을 죽여라》, 문학동네, 2009

### 소설
- 《미안해 벤자민》, 문학동네, 2008
- 《라오라오가 좋아》, 현대문학, 2010
- 《키위새 날다》, 자음과모음, 2011
- 《우리들의 자취 공화국》, 문학과지성사, 2012
- 《이방인을 보았다》, 북멘토, 2014
- 《파란만장 내 인생》, 문학과지성사, 2016

### 문학 동인인 '작업'
- 《거짓말》, 문학동네, 2002
- 《어젯밤에 우리 아빠가》, 샘터, 2005
- 《나를 속이는 내 안의 사랑》, 북인, 2009

### 주제 스토리 모음
- 《사랑해 눈》, 열림원, 2011
- 《우리 이제 겨우 열여섯》, 우리학교, 2012
- 《난 아프지 않아》, 북멘토, 2013